# 帕克菲爾德章克申 (加利福尼亞州)
帕克菲爾德章克申（英語：Parkfield Junction）是位於美國加利福尼亞州弗雷斯諾縣的一個非建制地區。該地的面積和人口皆未知。

## 地理
帕克菲爾德章克申的座標為36°04′55″N 120°28′50″W / 36.08194°N 120.48056°W，而該地的平均海拔高度為364米（即1194英尺）。